# Multiproduct
Multiproduct este o companie de stat (regie autonomă) din România care se bazează pe forță de muncă asigurată de deținuți.
Regia a fost înființată în anii 1960, cu scopul de a califica și recalifica persoanele condamnate pentru diverse infracțiuni, în vederea reintegrării lor în societate.
În anul 2008, Regia a trecut din subordinea Ministerului Justiției în cea a AVAS.
Regia a înregistrat în anii 2005 și 2006 pierderi de 2,4 milioane lei, respectiv 1,7 milioane lei, la afaceri de peste 20 milioane de lei.
Regia are cinci sucursale - la Mărgineni, Aiud, Gherla, Târgșor și Poarta Albă - și produce mobilă, confecții metalice, confecții textile și produse din răchită.
Cea mai mare parte a producției este realizată de către deținuții din penitenciare, în baza unor contracte încheiate cu Administrația Națională a Penitenciarelor.
Fabricile Multiproduct au mai multe obiecte de activitate, în funcție de specificul zonelor și al penitenciarelor unde au fost amplasate.
Astfel, în localitatea I.L. Caragiale, unde forța de muncă este asigurată de Penitenciarul Mărgineni, și la Gherla sunt fabrici de mobilă.
La Târgșor s-au făcut confecții textile, având în vedere că aici este un penitenciar pentru femei.
La Aiud, obiectul de activitate este prelucrarea confecțiilor metalice, același ca la Poarta Albă, unde se mai fac în plus și împletituri din răchită.
Aproape toate sucursalele Multiproduct au produs și pentru export, chiar și înainte de 1989.
90 la sută din producția fabricilor de mobilă de la Caragiale și Gherla mergea la export.
În jurul anului 2000, regia avea peste 500 de angajați, care au lucrat cu până la 1.500 de deținuți.
În anul 2005, în cadrul Multiproduct lucrau 1.000 de deținuți.
În aprilie 2009, fabrica de mobilă de la IL Caragiale avea 116 angajați civili.
Tot în anul 2009, deținuții care lucrau în cadrul fabricii de mobilă de la Gherla, aflată în incinta penitenciarului, câștigau 250 de lei lunar, pentru opt ore de muncă pe zi.
În plus, la patru zile de muncă prestată, deținuților li se reducea o zi de detenție.
În iunie 2009, fabrica de mobilă de la IL Caragiale, care avea 116 angajați civili, a fost închisă.
Număr de angajați în 2009: 250